# Rancho Quemado
Rancho Quemado es una localidad de Trinidad y Tobago, que forma parte de la región de Siparia.

## Geografía
La localidad abarca parte de la isla Trinidad y limita al norte con Salazar Village y Forest Reserve, al sur con el canal de Colón, al este con Los Charos, Palo Seco y Lorensotte y al oeste con Carapal, Erin y Los Iros-Erin.

## Demografía
Datos demográficos de la localidad de Rancho Quemado:
| Gráfica de evolución demográfica de Rancho Quemado entre 2000 y 2011 |
|                                                                      |